# 高会军
高会军（1976年1月—），男，汉族，黑龙江集贤人，中国自动化专家，享受国务院政府特殊津贴专家，长江学者特聘教授，国家杰青，IEEE Fellow，现任哈尔滨工业大学航天学院教授、博士生导师。

## 生平
1976年出生于黑龙江省集贤县的一个农场，父母都是农场的普通职工。由于家庭贫困，初中毕业时他选择了读中专，1991年进入陕西第一工业学校（现陕西国防工业职业技术学院）学习机械制造。中专毕业时通过高等教育自学考试获得工业企业管理专科学历，之后进入工厂里当磨工，后又通过自学考试获得机电一体化工程专业本科学历。1998年考取沈阳工业大学研究生，于2001年获硕士学位。同年考入哈尔滨工业大学，于2005年获博士学位，博士学位论文被评为2007年全国百篇优秀博士学位论文，是哈工大控制学科获得的第一个全国优秀博士论文。
2005年博士毕业后留校任教，并作为年轻拔尖人才获哈工大教授职称评定委员会全票通过破格提拔为正教授。时年29岁，成为哈工大历史上唯一一位由讲师直接破格晋升为教授的学者，同时也是哈工大最年轻的博士生导师。2005年10月至2007年10月，在加拿大阿尔伯塔大学从事博士后研究工作，获得了埃尔伯塔创新基金和Killam博士后基金资助，并获得该校当年唯一的集拉姆博士后奖。回国后，任哈尔滨工业大学智能控制与系统研究所所长。2014年1月至2015年9月任哈尔滨工业大学人才工作办公室主任。2015年9月至2019年4月任哈尔滨工业大学理学院院长。现任哈尔滨工业大学航天学院交叉科学研究中心主任、智能控制与系统研究所所长。

## 学术贡献
主要从事自动控制理论、网络化控制、机器人智能系统、智能装备等领域的研究工作，在IEEE Transactions系列汇刊等国际期刊上发表论文100余篇，SCI他引2万余次，ESI高被引论文76篇，2014年至2024年连续11年入选全球高被引学者榜单。因在网络控制的计算与滤波等方面做出的突出贡献，以15篇高水平论文入选汤森路透2014年世界最具影响力科学家榜单，是17位入选者中唯一一位中国学者。
出版专著4本，获授权国家发明专利80余项，美国发明专利1项。2008年获国家杰出青年科学基金资助，先后入选教育部新世纪优秀人才支持计划、新世纪百千万人才工程国家级人选、中组部首批青年拔尖人才支持计划、国家“万人计划”科技创新领军人才等人才计划。

## 社会兼职
全国青联常委、黑龙江省青联副主席，中国青年科技工作者协会理事、黑龙江省青年科技工作者协会会长，中国自动化学会常务理事、副秘书长，中国指挥与控制学会常务理事，IEEE工业电子学会副主席，《IEEE Trans. Industrial Electronics》共同主编，《IEEE Trans. Mechatronics》高级编委，《Automatica》、《IEEE Trans. Control Systems Technology》、《IEEE Trans. Cybernetics》、《IEEE Trans. Fuzzy Systems》等编委。

## 奖项和荣誉
- 2008年 国家杰出青年科学基金获得者
- 2008年 国家自然科学二等奖（第五完成人）
- 2011年 黑龙江省自然科学一等奖
- 2011年 中国青年科技奖
- 2011年 中国青年五四奖章
- 2012年 陈嘉庚青年科学奖
- 2014年 IEEE Fellow
- 2014年 国家自然科学二等奖（第一完成人）
- 2015年 全国先进工作者
- 2016年 全国优秀科技工作者
- 2017年 中国专利奖优秀奖
- 2017年 黑龙江省技术发明一等奖
- 2021年 欧洲科学院院士[6]
- 2021年 科学探索奖[7]
- 2024年 中国自动化学会科学技术进步奖特等奖